# Yuck
Yuck fue una banda de indie rock proveniente de Londres, Inglaterra, creada en 2009. La formaron el exintegrante Daniel Blumberg y actual miembro Max Bloom, exintegrantes de la banda Cajun Dance Party.
Lanzó su álbum debut el 21 de febrero de 2011 con su disco autotitulado Yuck bajo el sello Fat Possum. Las críticas han asociado el sonido de la banda con grupos como Dinosaur Jr y Sonic Youth.

## Discografía

### Álbumes de estudio
| Año  | Detalles | Posición |
| Año  | Detalles | UK       |
| ---- | --- | -------- |
| 2011 | Yuck - Lanzado: 15 de febrero de 2011 (USA) / 21 de febrero de 2011 (UK) - Sello: Fat Possum Records / Mercury Records - Formatos: Compact Disc\|CD, Music download\|Digital Download, gramophone record\|Vinyl | 62       |
| 2013 | Glow & Behold - Lanzado: 30 de septiembre de 2013 (USA) - Sello: Fat Possum Records | -        |

### Sencillos
| Año  | Sencillo                 | Álbum |
| ---- | ------------------------ | ----- |
| 2010 | "Rubber" (Vinyl only)    | Yuck  |
| 2010 | "Georgia" (Vinyl only)   | Yuck  |
| 2011 | "Holing Out"             | Yuck  |
| 2011 | "Get Away"               | Yuck  |
| 2011 | "The Wall"               | Yuck  |
| 2011 | "Shook Down"/"Milkshake" | Yuck  |